# SC Minerva 93 Berlin
Maillots
Le SC Minerva 93 est un très ancien club allemand de football localisé dans le quartier de Berlin-Moabit.

## Histoire
Ce fut une douzaine d’écoliers de l’école de la Stephanstrasse qui jetèrent les bases du cercle. Dès 1893, ils pratiquèrent le football dans Quitzowstraße. En avril de la même année, ils décidèrent de fonder un club. Cela fut chose fait le 11 mai 1893 sous le nom de Berliner FC Minerva. En 1896, le club fusionna avec le Wilmersdorfer FC Frühling et prit le nom de SC Minerva 93 Berlin.
Le premier président du club fut Emil Röpke. En 1899, le club ouvrit une section de jeunes sous l’impulsion de Max Faese.
En 1900, le Sport-Club Minerva devint membre de la Verband Deutscher Ballspielvereine (qui prit par après le nom de Verband Berliner Ballspielvereine (VBB).
En 1904, le Saxonia Berlin et le Berolina Moabit furent englobés.
En 1918, le premier club remporta son premier titre: vice-champion berlinois. Le gardien de but de l’équipe était Richard Genthe qui fut par la suite Président d’Honneur de Berliner Fußball-Verband.
En 1932, le Minerva fut vice-champion Verband Brandenburgischer Ballspielvereine brandenburgischer en s’inclinant en finale (2-4 puis 2-2) contre le Tennis Borussia Berlin. Cela permit au cercle de participer à la phase finale nationale du championnat 1932. Il fut éliminé au premier tour (4-2) par le FC Bayern München, lequel allait enlever son premier titre national quelques semaines plus tard.
Dès leur arrivée au pouvoir, les Nazis exigèrent et implémentèrent une réforme des compétitions en instaurant seize ligues régionales appelées Gauligen. Le SC Minerva 93 fut un des fondateurs de la Gauliga Berlin-Brandenburg. Il y joua quatre saisons (vice-champion 1936) puis fut relégué. Après un an, le club remonta et joua les six dernières saisons de la ligue jusqu’en 1944. En vue de la saison 1944-1945, le cercle conclut une association sportive de guerre (en Allemand: Kriegspportgemeinschaft - KSG) avec le Spandauer SV pour jouer sous le nom de KSG Minerva/SSV Berlin, mais l’évolution du conflit et l’écroulement imminent du régime nazi empêchèrent le déroulement normal de la saison.
Après la Seconde Guerre mondiale, le SC Minerva 93 fut dissous par les Alliés, comme tous les autres clubs et associations allemands en vertu de la Directive no 23. Il fut assez rapidement reconstitué sous la forme d’un Sportgruppe (SG) : le SG Tiergarten.
Tout comme les clubs reconstitués en zone Sud (zone américaine et zone française), les clubs berlinois recommencèrent à jouer dès 1945. À Berlin, une ligue de quatre groupes fut jouée. Le SG Tiergarten participa à la Poule C (remportée par le SG Staaken).
En 1948-1949, le club accéda à l’Oberliga Berlin, en cours de saison, il reprit son appellation initiale: SC Minerva 93. Le club fut relégué après sa première participation en Oberliga, mais il y remonta en 1950 et y reste a jusqu’au terme de la saison 1957-1958. Il obtint deux fois la 2e place, en 1954 et 1956.
Après la création de la Bundesliga, en 1963, le SC Minerva 93 resta encore dans la plus haute division amateur berlinoise mais n’accéda jamais à la Regionalliga Berlin (équivalent D2), créée en même temps que l’élite nationale.

## Joueurs connus
- Bernd Patzke, plus tard Champion d’Allemagne avec le TSV 1860 München et 24 fois International de 1965 à 1971.
- Ümit Karan, International turc.
- Paul Oßwald, Champion d’Allemagne comme entraîneur avec l’Eintracht Francfort.
- Sejad Salihovic, International bosnien, il joua ensuite au TSG 1899 Hoffenheim.
- Willi Worpitzky, Champion d’Allemagne avec le Berliner FC Viktoria 89 et 9 fois international (5 buts) de 1909 à 1912.